# 9162 Kwiila
9162 Kwiila (1987 OA) is an Apollo Hành tinh vi hình. Nó được phát hiện bởi Jean Mueller ở Đài thiên văn Palomar tại quận San Diego, California vào ngày 29 tháng 7 năm 1987. Nó được đặt theo tên Kwiila, nhân vật trong thần thoại sáng thế của người Luiseño.